# Зидовер Флис
Зидовер Флис (њем. Sydower Fließ) општина је у њемачкој савезној држави Бранденбург. Једно је од 24 општинска средишта округа Барним. Према процјени из 2010. у општини је живјело 901 становника. Посједује регионалну шифру (AGS) 12060250.

## Географски и демографски подаци
Зидовер Флис се налази у савезној држави Бранденбург у округу Барним. Општина се налази на надморској висини од 70–80 метара. Површина општине износи 32,3 km². У самом мјесту је, према процјени из 2010. године, живјело 901 становника. Просјечна густина становништва износи 28 становника/km².